# Cynorkis catatii
Cynorkis catatii är en orkidéart som beskrevs av Jean Marie Bosser. Cynorkis catatii ingår i släktet Cynorkis, och familjen orkidéer. Inga underarter finns listade i Catalogue of Life.